# Crataerina pallida
Crataerina pallida, la mosca piojo de los vencejos, es una especie mosca hematófaga de la familia de moscas parásitas Hippoboscidae. Estas moscas son generalmente encontradas en los nidos del vencejo común (Apus apus) en Europa y Asia.
Esta mosca pasa todo su ciclo de vida ligada a los vencejos. La mosca adulta produce larvas en los últimos meses de verano que forman una pupa y permacen latentes durante los meses de invierno en el interior del nido del vencejo, que durante esa temporada está desocupado. La mosca adulta nace en primavera, cuando el vencejo está de vuelta y ha puesto sus primeros huevos, y procede a alimentarse de la sangre del vencejo adulto y sus polluelos, chupando aproximadamente 25 mg de sangre cada 5 días. Pueden ser una seria plaga para los vencejos adultos y sus polluelos.
Crataerina pallida es un ectoparasito transmitido verticalmente, en el sentido de que esta pasa de los padres a su descendencia. C. pallida es relativamente benigna porque su propia supervivencia depende del éxito reproductivo del vencejo. Existe evidencia que sugiere que C. pallida tiene poco o ningún efecto en el desarrollo y emplumado de los polluelos.

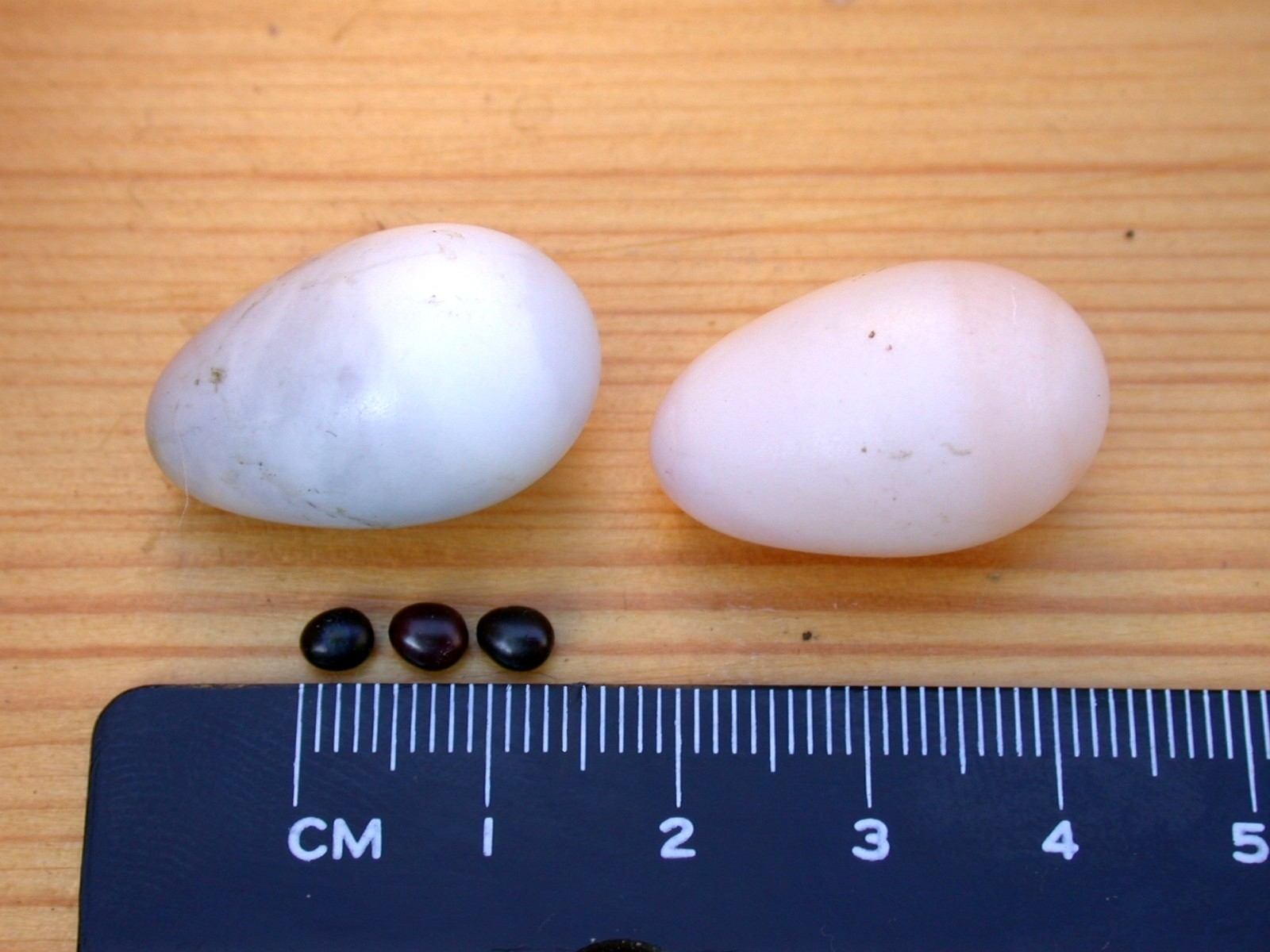
Huevos del vencejo común (Apus apus) y (debajo) pupas de Crataerina pallida